# یورا موسیسیان

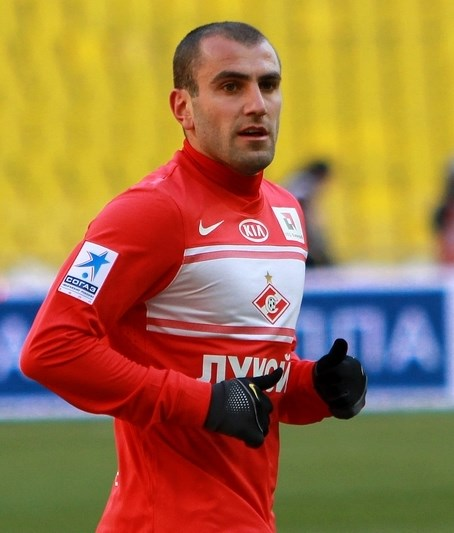
یورا مووسیسیان

یورا سارگیسی موسیسیان (به ارمنی: Յուրա Սարգիսի Մովսիսյան) (زاده ۲ اوت ۱۹۸۷)، بازیکن فوتبال اهل ارمنستان می‌باشد.
او هم‌اکنون برای تیم باشگاهی شیکاگو فایر و تیم ملی فوتبال ارمنستان بازی می‌کند.
این بازیکن سابقه بازی در تیم‌های باشگاهی اسپورتینگ کانزاس‌سیتی، رئال سالت لیک، راندرس، کراسنودار و اسپارتاک مسکو را نیز در کارنامه دارد.

## آمار حرفه‌ای

### باشگاهی
| باشگاه               | فصل           | لیگ داخلی | لیگ داخلی | جام حذفی | جام حذفی | رقابت قاره‌ای | رقابت قاره‌ای | دوستانه/سایر | دوستانه/سایر | مجموع | مجموع |
| باشگاه               | فصل           | حضور      | گل‌ها      | حضور     | گل‌ها     | حضور         | گل‌ها         | حضور         | گل‌ها         | حضور  | گل‌ها  |
| -------------------- | ------------- | --------- | --------- | -------- | -------- | ------------ | ------------ | ------------ | ------------ | ----- | ----- |
| اسپورتینگ کانزاس‌سیتی | ۲۰۰۶          | ۱۰        | ۰         | ۰        | ۰        | ۰            | ۰            | ۰            | ۰            | ۱۰    | ۰     |
| اسپورتینگ کانزاس‌سیتی | ۲۰۰۷          | ۱۸        | ۵         | ۰        | ۰        | ۰            | ۰            | ۰            | ۰            | ۱۸    | ۵     |
| مجموع                | مجموع         | ۲۸        | ۵         | ۰        | ۰        | ۰            | ۰            | ۰            | ۰            | ۲۸    | ۵     |
| رئال سالت لیک        | ۲۰۰۷          | ۵         | ۰         | ۰        | ۰        | ۰            | ۰            | ۰            | ۰            | ۵     | ۰     |
| رئال سالت لیک        | ۲۰۰۸          | ۲۲        | ۷         | ۳        | ۱        | ۰            | ۰            | ۰            | ۰            | ۲۵    | ۸     |
| رئال سالت لیک        | ۲۰۰۹          | ۲۶        | ۸         | ۴        | ۰        | ۰            | ۰            | ۰            | ۰            | ۳۰    | ۸     |
| مجموع                | مجموع         | ۵۳        | ۱۵        | ۷        | ۱        | ۰            | ۰            | ۰            | ۰            | ۶۰    | ۱۶    |
| راندرز               | ۲۰۰۹–۱۰       | ۱۳        | ۷         | ۰        | ۰        | ۰            | ۰            | ۰            | ۰            | ۱۳    | ۷     |
| راندرز               | ۲۰۱۰–۱۱       | ۱۷        | ۵         | ۳        | ۴        | ۵            | ۵            | ۱            | ۰            | ۲۶    | ۱۴    |
| مجموع                | مجموع         | ۳۰        | ۱۲        | ۳        | ۴        | ۵            | ۵            | ۱            | ۰            | ۳۹    | ۲۱    |
| کراسنودار            | ۲۰۱۱–۱۲       | ۳۷        | ۱۴        | ۱        | ۰        | ۰            | ۰            | ۶            | ۸            | ۴۴    | ۲۲    |
| کراسنودار            | ۲۰۱۲–۱۳       | ۱۳        | ۹         | ۰        | ۰        | ۰            | ۰            | ۰            | ۰            | ۱۳    | ۹     |
| مجموع                | مجموع         | ۵۰        | ۲۳        | ۱        | ۰        | ۰            | ۰            | ۶            | ۸            | ۵۷    | ۳۲    |
| اسپارتاک مسکو        | ۲۰۱۲–۱۳       | ۸         | ۴         | ۰        | ۰        | ۰            | ۰            | ۰            | ۰            | ۸     | ۴     |
| اسپارتاک مسکو        | ۲۰۱۳–۱۴       | ۲۳        | ۱۴        | ۱        | ۰        | ۲            | ۲            | ۰            | ۰            | ۲۶    | ۱۶    |
| اسپارتاک مسکو        | ۲۰۱۴–۱۵       | ۱۶        | ۲         | ۱        | ۰        | ۰            | ۰            | ۰            | ۰            | ۱۷    | ۲     |
| اسپارتاک مسکو        | ۲۰۱۵–۱۶       | ۶         | ۳         | ۰        | ۰        | ۰            | ۰            | ۰            | ۰            | ۶     | ۳     |
| مجموع                | مجموع         | ۵۳        | ۲۳        | ۲        | ۰        | ۲            | ۲            | ۰            | ۰            | ۵۷    | ۲۵    |
| Career Totals        | Career Totals | ۲۱۴       | ۷۸        | ۱۳       | ۵        | ۷            | ۷            | ۷            | ۸            | ۲۴۱   | ۹۸    |

### ملی
فهرست شمارش نخست گل‌ها و نتایج گل ارمنستان
| شماره | تاریخ          | ورزشگاه                                    | در مقابل      | گل  | نتیجه | رقابت                               |
| ----- | -------------- | ------------------------------------------ | ------------- | --- | ----- | ----------------------------------- |
| ۱.    | ۷ سپتامبر ۲۰۱۰ | ورزشگاه فیلیپ دوم، اسکوپیه، جمهوری مقدونیه | مقدونیه شمالی | ۱–۰ | ۲–۲   | مرحله مقدماتی جام ملت‌های اروپا ۲۰۱۲ |
| ۲.    | ۸ اکتبر ۲۰۱۰   | Republican Stadium, ایروان، ارمنستان       | اسلواکی       | ۱–۰ | ۳–۱   | مرحله مقدماتی جام ملت‌های اروپا ۲۰۱۲ |
| ۳.    | ۱۲ اکتبر ۲۰۱۰  | Republican Stadium, ایروان، ارمنستان       | آندورا        | ۳–۰ | ۴–۰   | مرحله مقدماتی جام ملت‌های اروپا ۲۰۱۲ |
| ۴.    | ۶ سپتامبر ۲۰۱۱ | Štadión pod Dubňom, ژیلینا، اسلواکی        | اسلواکی       | ۱–۰ | ۴–۰   | مرحله مقدماتی جام ملت‌های اروپا ۲۰۱۲ |
| ۵.    | ۶ مه ۲۰۱۲      | Republican Stadium, ایروان، ارمنستان       | قزاقستان      | ۳–۰ | ۳–۰   | دوستانه                             |
| ۶.    | ۱۱ ژوئن ۲۰۱۳   | ورزشگاه پارکن، کپنهاگ، دانمارک             | دانمارک       | ۱–۰ | ۴–۰   | مرحله مقدماتی جام جهانی فوتبال ۲۰۱۴ |
| ۷.    | ۱۱ ژوئن ۲۰۱۳   | ورزشگاه پارکن، کپنهاگ، دانمارک             | دانمارک       | ۳–۰ | ۴–۰   | مرحله مقدماتی جام جهانی فوتبال ۲۰۱۴ |
| ۸.    | ۱۱ اکتبر ۲۰۱۳  | Republican Stadium, ایروان، ارمنستان       | بلغارستان     | ۲–۱ | ۲–۱   | مرحله مقدماتی جام جهانی فوتبال ۲۰۱۴ |
| ۹.    | ۱۵ اکتبر ۲۰۱۳  | ورزشگاه سن پائولو، ناپل، ایتالیا           | ایتالیا       | ۱–۰ | ۲–۲   | مرحله مقدماتی جام جهانی فوتبال ۲۰۱۴ |
| ۱۰.   | ۲۹ مارس ۲۰۱۵   | Elbasan Arena, الباسان، آلبانی             | آلبانی        | ۱–۰ | ۲–۱   | UEFA Euro qualifying                |